# Gurukula
Gurukula (sanskr. rodzina guru) – rodzaj tradycyjnej hinduistycznej szkoły religijnej. Uczniowie zdobywają w niej wykształcenie pod kierunkiem mistrza duchowego (guru), często żyjąc i mieszkając w jego aśramie.
Przedmiotem nauczania jest pamięciowe opanowanie dużej ilości starożytnych tekstów religijno-filozoficznych, dyskutowanie zagadnień religijnych (eksponowanych zgodne z określoną sampradają, do której należy guru), oraz elementy życia codziennego, jak gotowanie, gra na instrumentach muzycznych, itp. Uczniowie przestrzegają zasad brahmaćarji i często zobowiązani są do zbierania datków na rzecz guru (guru-dakszina).